# ハラルト・シュミット
ハラルト・シュミット （Harald Schmid、1957年9月29日 - ）は、西ドイツヘッセン州マイン＝キンツィヒ郡ハーナウ出身の陸上競技選手。
1976年モントリオールオリンピックの4×400mリレーの西ドイツ代表メンバーで銅メダル、また、1984年ロサンゼルスオリンピック男子400mハードルの銅メダリストである。
世界選手権では1983年のヘルシンキ大会では400mハードルと4×400mの両種目で銀メダル。1987年のローマ大会で、アメリカのエドウィン・モーゼスとダニー・ハリスとの100分の2秒差の激戦の末、銅メダルを獲得している。

## 主な実績
| 年   | 大会                         | 場所                         | 種目    | 結果 | 記録      |
| ---- | ---------------------------- | ---------------------------- | ------- | ---- | --------- |
| 1976 | オリンピック                 | モントリオール(カナダ)       | 4×400mR | 3位  | 3分01秒98 |
| 1977 | IAAFワールドカップ           | デュッセルドルフ(西ドイツ)   | 400mH   | 3位  | 48秒85    |
| 1978 | ヨーロッパ陸上競技選手権大会 | プラハ(チェコスロバキア)     | 400mH   | 1位  | 48秒51    |
| 1978 | ヨーロッパ陸上競技選手権大会 | プラハ(チェコスロバキア)     | 4×400mR | 1位  | 3分02秒03 |
| 1979 | IAAF陸上ワールドカップ       | モントリオール(カナダ)       | 400mH   | 2位  | 48秒71    |
| 1979 | ユニバーシアード             | メキシコシティ(メキシコ)     | 400m    | 1位  | 44秒98    |
| 1982 | ヨーロッパ陸上競技選手権大会 | アテネ(ギリシャ)             | 400mH   | 1位  | 47秒48    |
| 1982 | ヨーロッパ陸上競技選手権大会 | アテネ(ギリシャ)             | 4×400mR | 1位  | 3分00秒51 |
| 1983 | 世界陸上競技選手権大会       | ヘルシンキ(フィンランド)     | 400mH   | 2位  | 48秒61    |
| 1983 | 世界陸上競技選手権大会       | ヘルシンキ(フィンランド)     | 4×400mR | 2位  | 3分01秒83 |
| 1984 | オリンピック                 | ロサンゼルス(アメリカ合衆国) | 400mH   | 3位  | 48秒19    |
| 1985 | IAAFワールドカップ           | キャンベラ(オーストラリア)   | 400mH   | 3位  | 48秒83    |
| 1986 | ヨーロッパ陸上競技選手権大会 | シュトゥットガルト(西ドイツ) | 400mH   | 1位  | 48秒65    |
| 1986 | ヨーロッパ陸上競技選手権大会 | シュトゥットガルト(西ドイツ) | 4×400mR | 1位  | 3分00秒17 |
| 1987 | 世界陸上競技選手権大会       | ローマ(イタリア)             | 400mH   | 3位  | 47秒48    |

## 自己ベスト
- 400mハードル - 47秒48 (1982年)